# Köblény
Köblény là một thị trấn thuộc hạt Baranya, Hungary. Thị trấn này có diện tích 8,04 km², dân số năm 2010 là 239 người, mật độ 30 người/km².